# グアディアナ川
グアディアナ川（グアディアナがわ、Guadiana）は、スペインの中央部からポルトガルの南東部を流れる、イベリア半島の主要な河川のひとつ。
スペインとポルトガルにまたがる国際河川であり、スペインのアンダルシア州とエストレマドゥーラ州をポルトガルのアレンテージョ地方とアルガルヴェ地方から隔てている。東側が高く西側が低いメセタの地形に沿って西流し、エストレマドゥーラ州バダホス付近で南に向きを変え、大西洋のカディス湾に流入する。流路延長は829kmであり、イベリア半島で4番目に長い河川である。流域面積は67,733km2であり、その大半がスペイン領土にある。グアディアナ川の正確な水源については論争がある。ローマ時代には属州ヒスパニア・バエティカとルシタニアの境であった。

## 名称
ローマ人はこの河川をFlumen Anas（アヒルの川）として言及した。ムーア人が流域に住み着くと、Uádi Ana（アヒルのワジ）と変化し、後にキリスト教徒が再征服するとOuadianaに、やがて単にOdianaとなった。16世紀以降にはカスティーリャ王国の影響で、徐々にGuadianaという綴りに発展した。ムーア人が河川名に使用することの多いguadという接頭辞を用いた名称に変化している。グアディアナ川の他には、グアダルキビール川、グアダラハラ、グアダラマ山脈など、イベリア半島南部の数多くの地名にムーア人の影響が確認できる。

## 地理

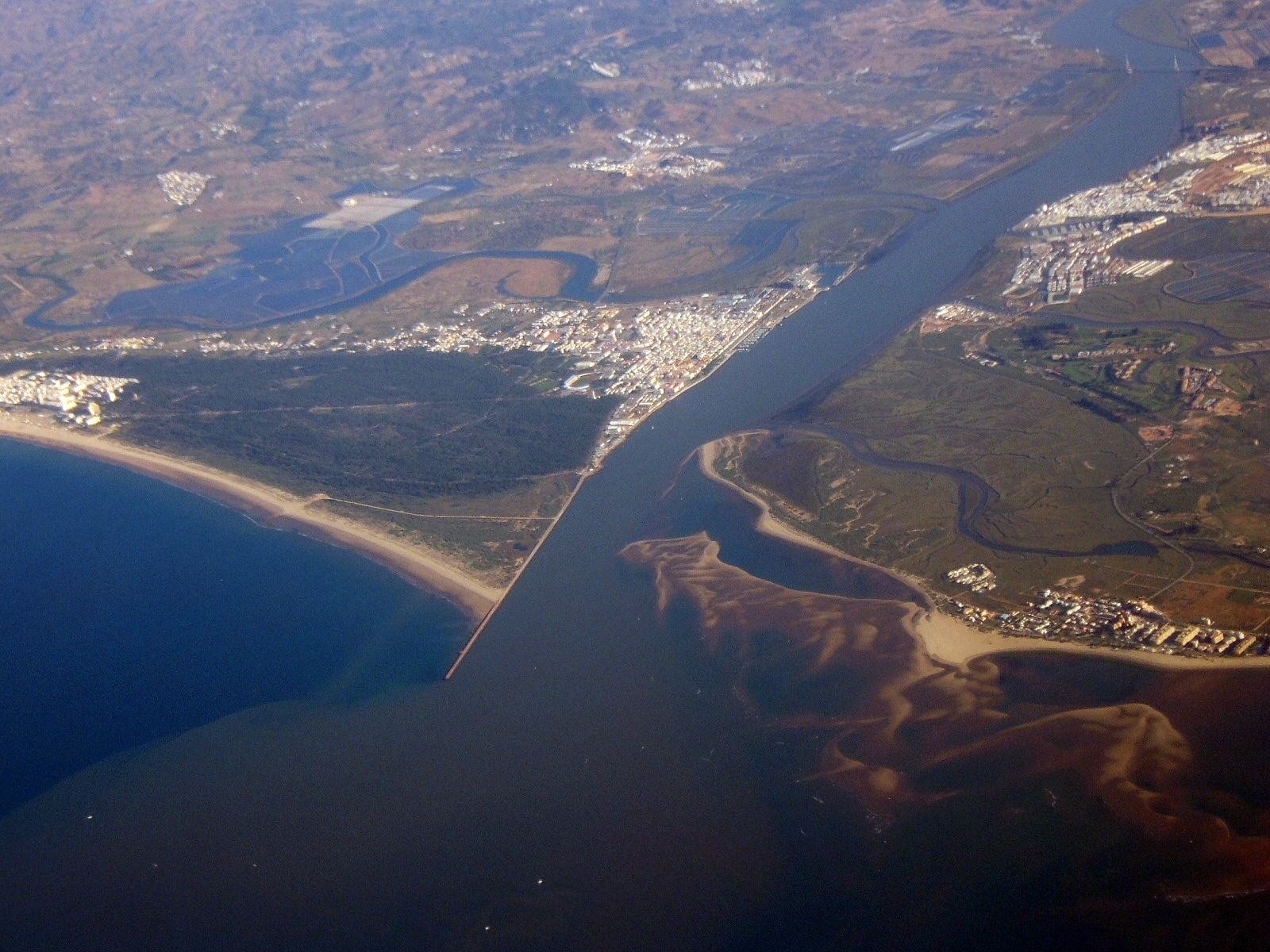
グアディアナ川河口部

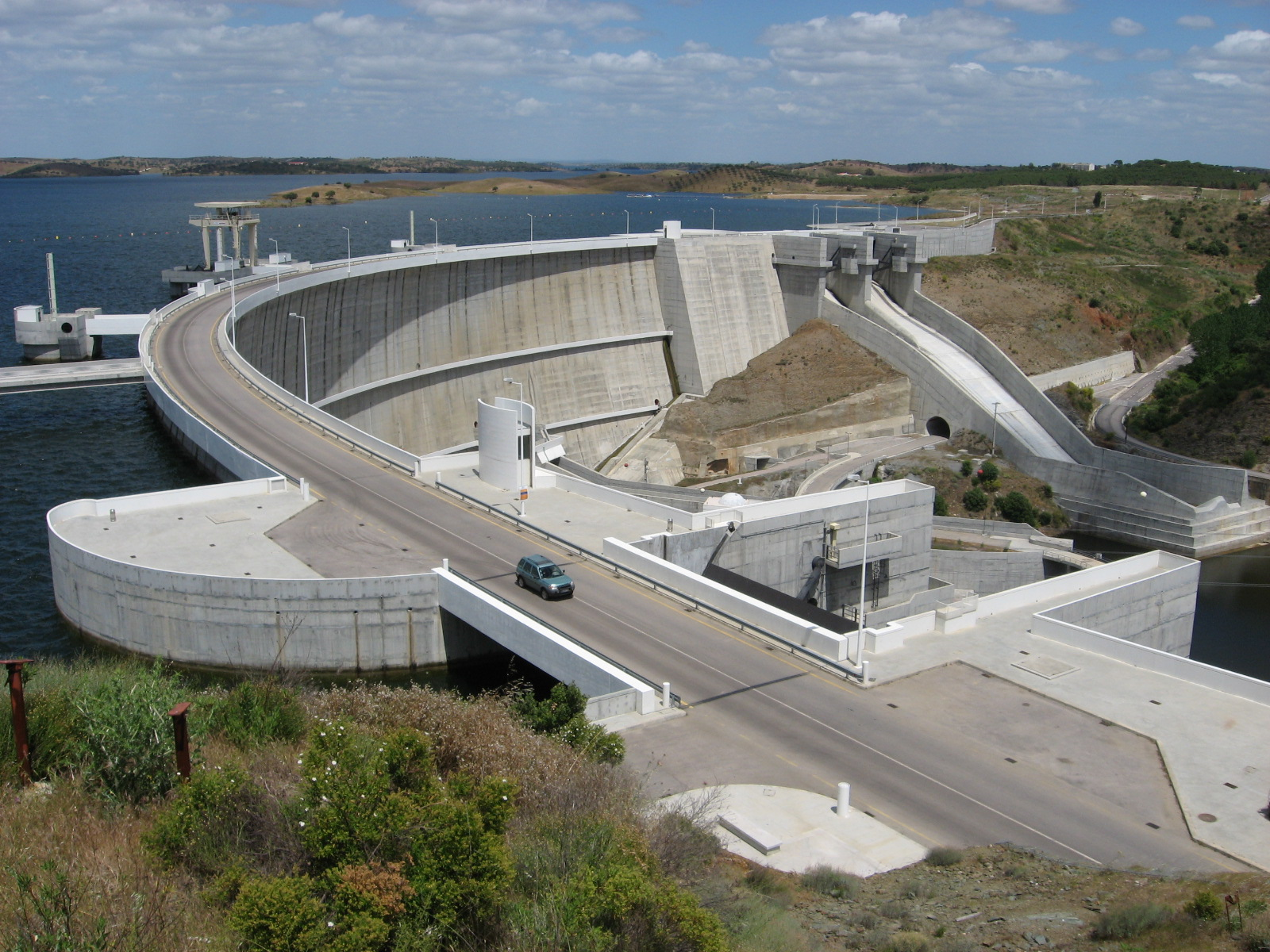
ヨーロッパ有数の規模を持つアルケヴァ・ダム

### 気候
地中海性の水文的特徴を有しており、季節による水量の変動が大きい上に、大洪水や深刻な干ばつを引き起こすこともある。流域の年降水量は400-600mmである。気候は半乾燥性気候であり、流域の年平均気温は摂氏14-16度である。

### 河口
スペインのアンダルシア州海岸部とポルトガルのアルガルヴェ地方という観光地域に挟まれ、スペインのアジャモンテとポルトガルのヴィラ・レアル・デ・サント・アントニオの間で大西洋のカディス湾に注いでいる。河口部には塩水湿地を形成している。河口の最大幅は550mであり、河口の水深は5-17mであり、潮位は0.8-3.5mである。グアディアナ川の下流部は船舶が遡航できるが、遡航可能なのは河口から76km地点のモイーニョ・ドス・カナイスにある滝までである。下流部の2,089ヘクタールの範囲には自然保護区が指定されている。スペイン領土にはクリスティーナ島湿地自然保護区が、ポルトガルにはカストロ・マリム・エ・ビラ・レアル・デ・サント・アントニオ湿地自然保護区がある。

#### ダム
流域には30以上のダムが建設されている。グアディアナ川本流上にあるダムは以下のとおりである
- アルケヴァ・ダム（英語版） : グアディアナ川流域最大のダム。ポルトガルのアレンテージョ地方ベハ郡のモウラの町の近くにある。ロシアやウクライナにはさらに大きな貯水池があるが、表面積250km2で貯水量4,150km3のアルケヴァ貯水池は西ヨーロッパ有数の規模を持つ貯水池である。
- ガルシーア・ソラ貯水池（英語版）
- シハラ貯水池（英語版）
- エル・ビカリオ貯水池（英語版）
- オレリャーナ貯水池（英語版）

## 流域
グアディアナ川の全長は818kmであり、スペイン領土を578km、スペイン＝ポルトガル国境を約100km、ポルトガル領土を140km流れる。流域面積は67,733km2であり、82%の55,444km2がスペイン領土に、17%の11,560km2がポルトガル領土に存在する。
グアディアナ川はスペイン領土でカスティーリャ＝ラ・マンチャ州（シウダ・レアル県、アルバセテ県）、エストレマドゥーラ州（バダホス県）、アンダルシア州（ウエルバ県）の３自治州を流域としており、ポルトガル領土でアレンテージョ県、アルガルヴェ県、ポルタレグレ県、エヴォラ県、ベージャ県、ファーロ県の６県を流域としている。

### 上流部
グアディアナ・ビエホ川はアルバセテ県西端のビベロスからシウダ・レアル県アルガマシーリャ・デ・アルバまで流れており、地名学的または伝統的にはグアディアナ川の本流であるとされる。しかし、水文地質学的特性によるとグアディアナ・ビエホ川はグアディアナ水系内の主流ではない可能性がある。アルガマシーリャ・デ・アルバではいったん水流が途絶え、グアディアナ運河がグアディアナ・ビエホ川とサンカラ川を結んでいる。
グアディアナ川上中流部の主要な流れには、クエンカ県クエンカの西方にあるイベリコ山系カブレハス山地標高1080m地点に水源を持つシグエラ川がある。シグエラ川は225kmを流れ、フアロン川、トレホン川、リアンサレス川、アマルギーリョ川を集める。アルカサル・デ・サン・フアンの南西でサンカラ川を集め、シウダ・レアル県北部を西に向かって流れる。

### 本流の水源と中流部
グアディアナ川本流の正確な水源地には議論の余地があるものの、一般的にはスペインのカスティーリャ＝ラ・マンチャ州シウダ・レアル県ビリャヌエバ・デ・ロス・オホスにあるオホス・デル・グアディアナの標高608m地点であるとされる。この地点は水系全体の中流域に相当し、スペインのカスティーリャ＝ラ・マンチャ州シウダ・レアル県のラグーナス・デ・ルイデーラ自然公園に位置する。この一帯はシャジクモ類および二枚貝のUnio tumidiformisやイベリアミズハタネズミの生息地で、2011年にラムサール条約登録地となった。
225kmを流れてきたシグエラ川はグアディアナ川水源地のすぐ西側でグアディアナ川に合流し、これより川幅の広いグアディアナ川として西方に流れる。1973年にスペイン政府によって国立公園に指定されたタブラス・デ・ダイミエル国立公園はシウダ・レアル県ビリャヌエバ・デ・ロス・オホスとダイミエルの自治体にまたがっており、グアディアナ川とシグエラ川の合流地点は国立公園内である。この一帯はオカヨシガモ、アカハシハジロなどの越冬地で、1982年にラムサール条約登録地となった。
グアディアナ川はシウダ・レアルの北側を通り、シウダ・レアル・セントラル空港の西側でハバロン川を集める。シウダ・レアル県西部の山地に入り、バダホス県との県境付近からはシハラ貯水池、ガルシーア・デ・ソラ貯水池、オレリャーナ貯水池と巨大な人造湖が連続する。オレリャーナ貯水池の島々はハシブトアジサシの重要な営巣地で、1993年にラムサール条約登録地に指定された。

### エストレマドゥーラ地方

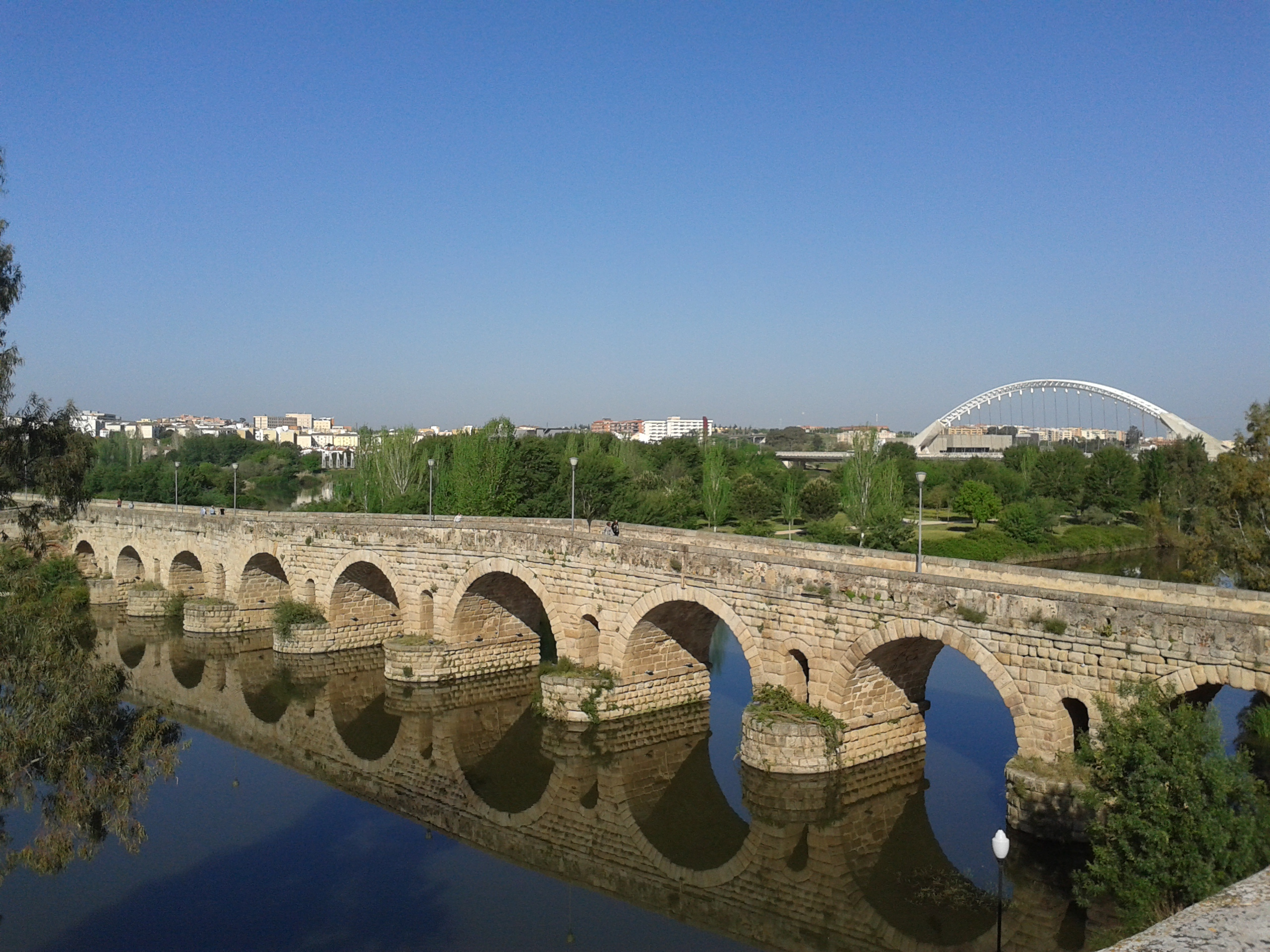
メリダのローマ橋

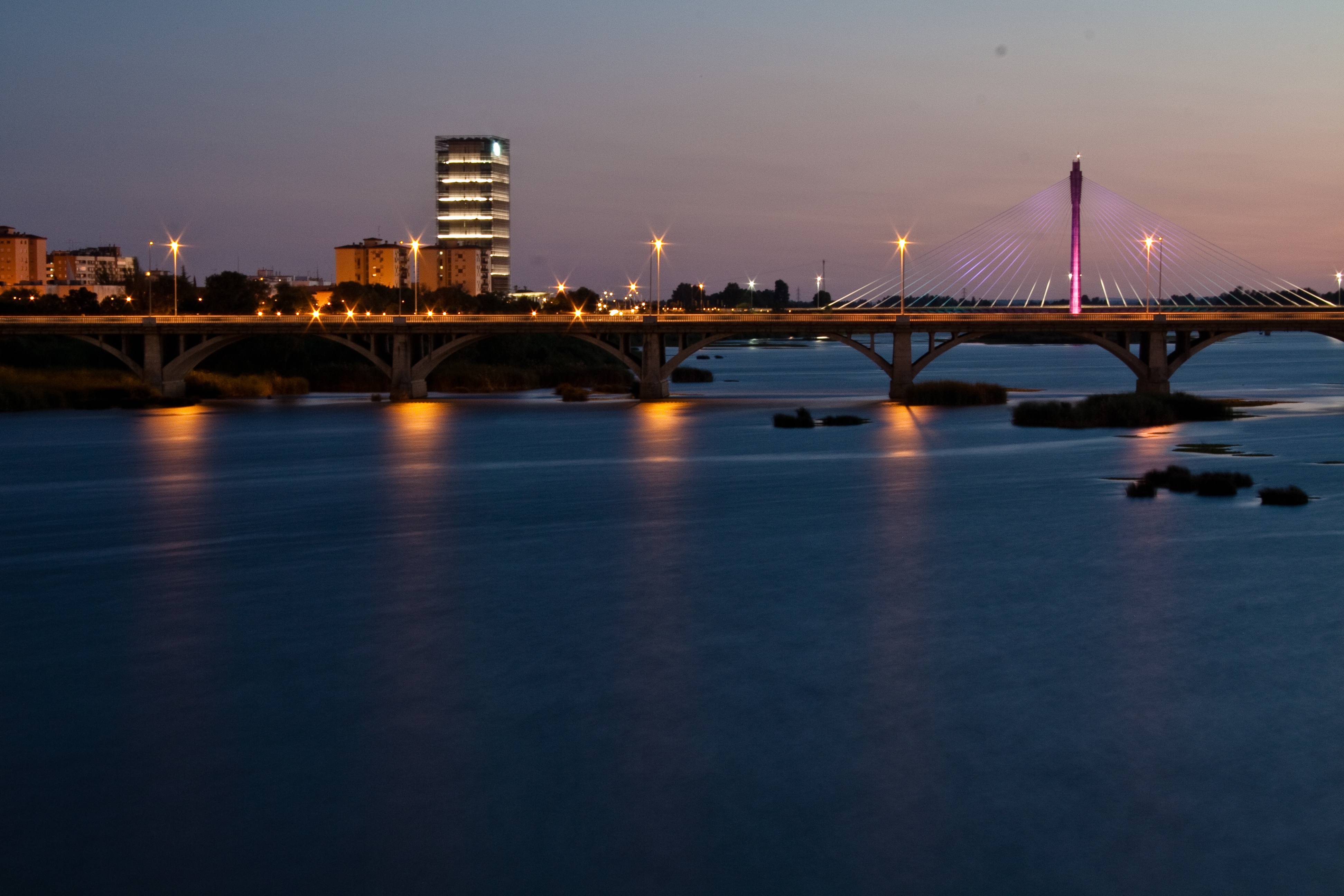
バダホスを流れるグアディアナ川

その後エストレマドゥーラ州の州都であるメリダを通るが、ローマ都市であるメリダはスペインでも貴重な文化財が数多く残されている。メリダ・ローマ橋は紀元1世紀に架けられた橋であり、イスラーム時代の835年には橋の防衛を強化するために河岸にアルカサバが建設された。このローマ橋は60のスパンを持つ全長721mの橋であり、1991年には歩行者専用橋となったが、現在も現役の交通路として活用されている。1991年にはスペイン重要文化財(BIC)に指定され、1993年にはユネスコの世界遺産「メリダの考古遺産群」の構成遺産のひとつとなった。
その後エストレマドゥーラ州最大の都市であるバダホスを通る。バダホス市内ではグアディアナ川に4つの橋が架かっており、もっとも古い橋は1460年に架けられたパルマス橋である。オリジナルの橋は1545年の増水で破壊されたが、フェリペ2世の治世に再建された。1603年の洪水では24あるスパンのうち16が破壊されたが、1609年から1612年に再建された。この橋は1833年にも再建を経ている。21世紀になってからも改修が行われており、スパンが32に増やされたほか、両岸に塔が建てられた。パルマス橋の他には、1960年完成のウニベルシダ橋（大学橋）、1990年完成のアウトノミア・エストレメーニャ橋、1994年完成の斜張橋であるレアル橋がバダホスに架かっている。

### 下流部

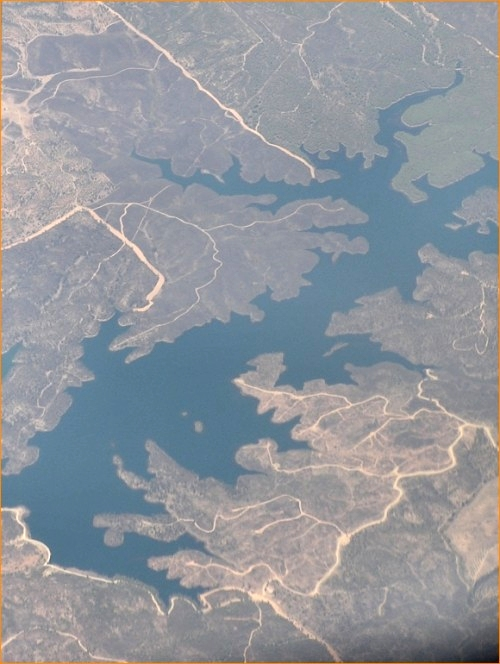
グアディアナ川とアルケヴァ湖

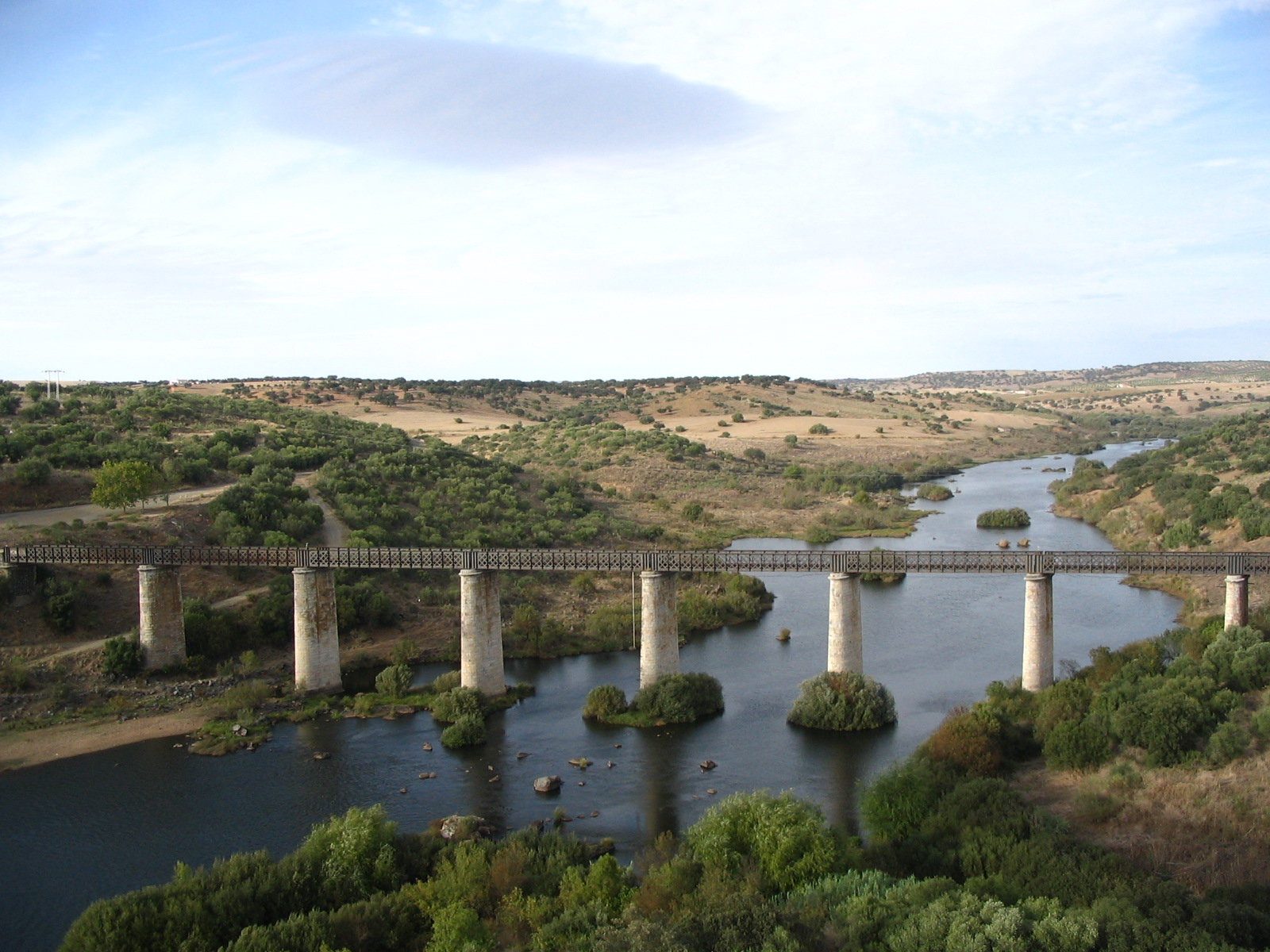
ベージャ東方にある廃止された鉄道橋

バダホスを過ぎるとスペイン＝ポルトガル国境に沿って南に向きを変える。スペインのオリベンサとポルトガルのエルヴァシュを結ぶアジュダ橋は、ポルトガル王マヌエル1世によって1510年に完成した全長380mの橋である。スペイン継承戦争中の1709年に部分的に破壊されたものの、1967年1月24日にはポルトガル政府によって重要文化財に指定された。
いったんは完全にポルトガル領土内に入ると、ヨーロッパ有数の規模を持つアルケヴァ貯水池がある。アルケヴァ・ダムは堤高96m、全幅458mのアーチ式コンクリートダムであり、1995年に建設が開始され、2002年に完成した。518.4MWの水力発電所を有している。ダムを越えると再びポルトガル＝スペイン国境に沿う。チャンサ川（チャンサ貯水池）がグアディアナ川に合流する地点にはスペイン＝ポルトガル国境上に全長150mのバホ・グアディアナ国際橋が架けられている。
国境上をさらに南に流れ、アンダルシア州ウエルバの西方40km、アルガルヴェ地方ファーロの東方40kmの位置で大西洋のカディス湾に注ぐ。やはり国境となっている河口部には、スペイン領土にアジャモンテの町が、ポルトガル領土にヴィラ・レアル・デ・サント・アントニオの町が双子都市として形成されている。また、河口のポルトガル側の沖積平野、塩性湿地などはカストロ・マリムおよびヴィラ・レアル・デ・サント・アントニオ沼地自然保護区と指定され、塩生植物の群落がある一帯は数種類の水鳥とサギの繁殖地およびオオフラミンゴ、ヘラサギの飛来地として、1996年にラムサール条約登録地となった。
オリベンサ峡谷とタリガ峡谷の間では、いまだに両国の間で国境の係争状態にある。両国ともに法令上で領有権を主張（デ・ジュリ）しており、実質的にはスペインの領有化（デ・ファクト）にある。大西洋から68km遡った位置にあるメルトラまでは船舶の航行が可能である。メルトラの北方にはプーロ・ド・ロボと呼ばれるポルトガル南部でもっとも落差の大きな滝が存在する。

#### グアディアナ国際橋

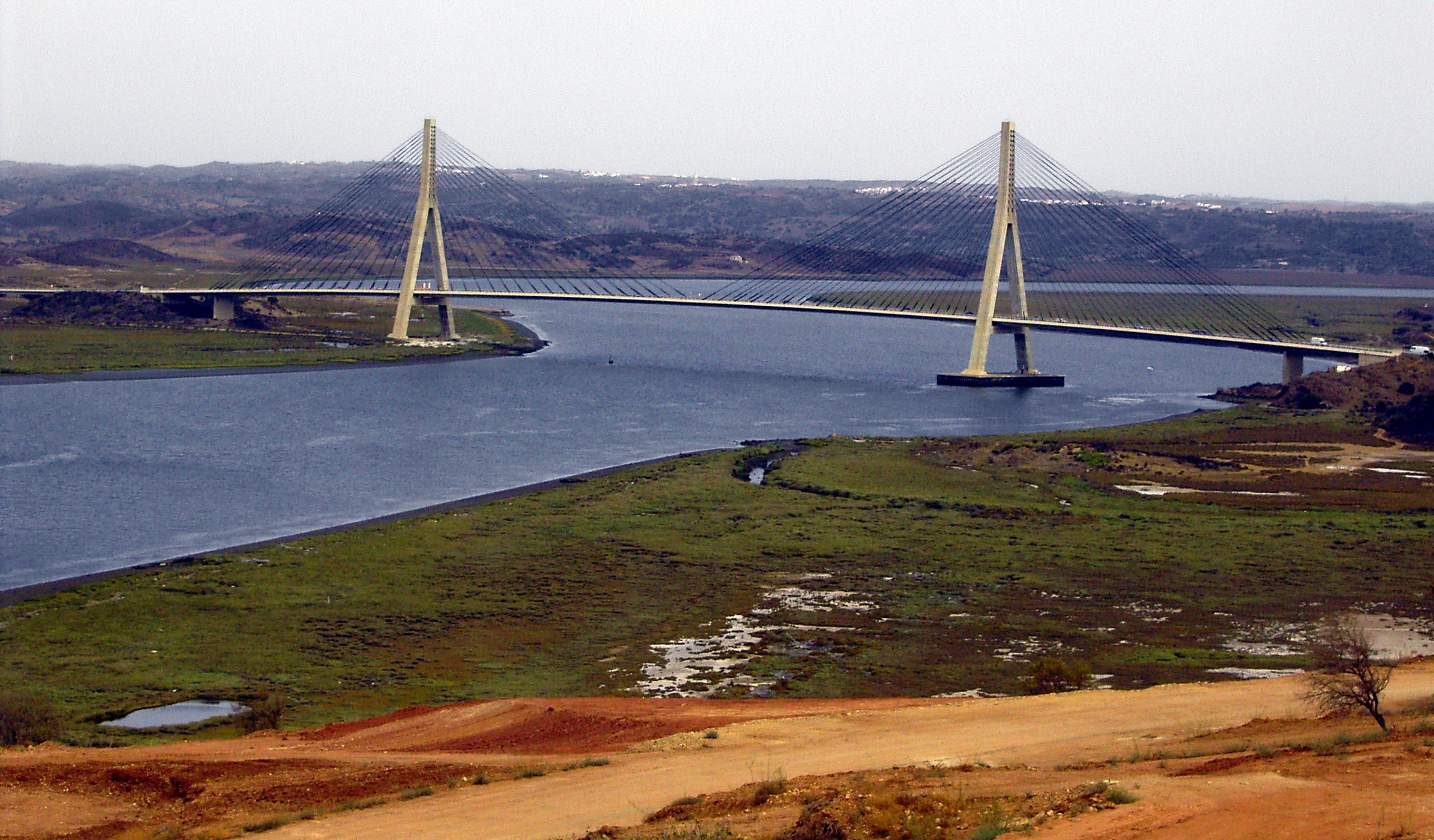
グアディアナ国際橋

1963年、スペインとポルトガルの両国はグアディアナ川河口部への架橋についての研究を開始した。1985年には両国間で橋の建設が合意に達し、1991年にアジャモンテとヴィラ・レアル・デ・サント・アントニオを結ぶグアディアナ国際橋が完成した。この橋は全長666m、支間長324mであり、ポルトガルで3番目に長い橋であり、スペインでも有数の長さを持つ橋である。桁高は20mであり、船舶が橋下を航行することが可能である。主塔の高さはそれぞれ95mと96mである。スペイン側の主塔は河川内の人工島に建てられ、ポルトガル側の主塔は陸地上にある。ポルトガル国道A-22号線とアンダルシア州道A-49号線はこの橋で結ばれており、それぞれ欧州自動車道路E01号線の一部となっている。

## 経済
この川には約2,000のダムがあり、最大のものはアルケヴァ・ダムである。多くの水力発電所が建設されており、農地の灌漑にも使用されているが、水量が少なく、人口密度の低い地域を流れるため、イベリア半島の他の主要河川よりも経済的利用度が低い。河口からポルトガル・ベージャ県メルトラまで航行可能である。

## 主な沿岸都市
- アルカサル・デ・サン・フアン
- シウダ・レアル
- ビリャヌエバ・デ・ラ・セレーナ
- ドン・ベニート
- メリダ
- タラベラ・ラ・レアル
- バダホス
- アジャモンテ（英語版）

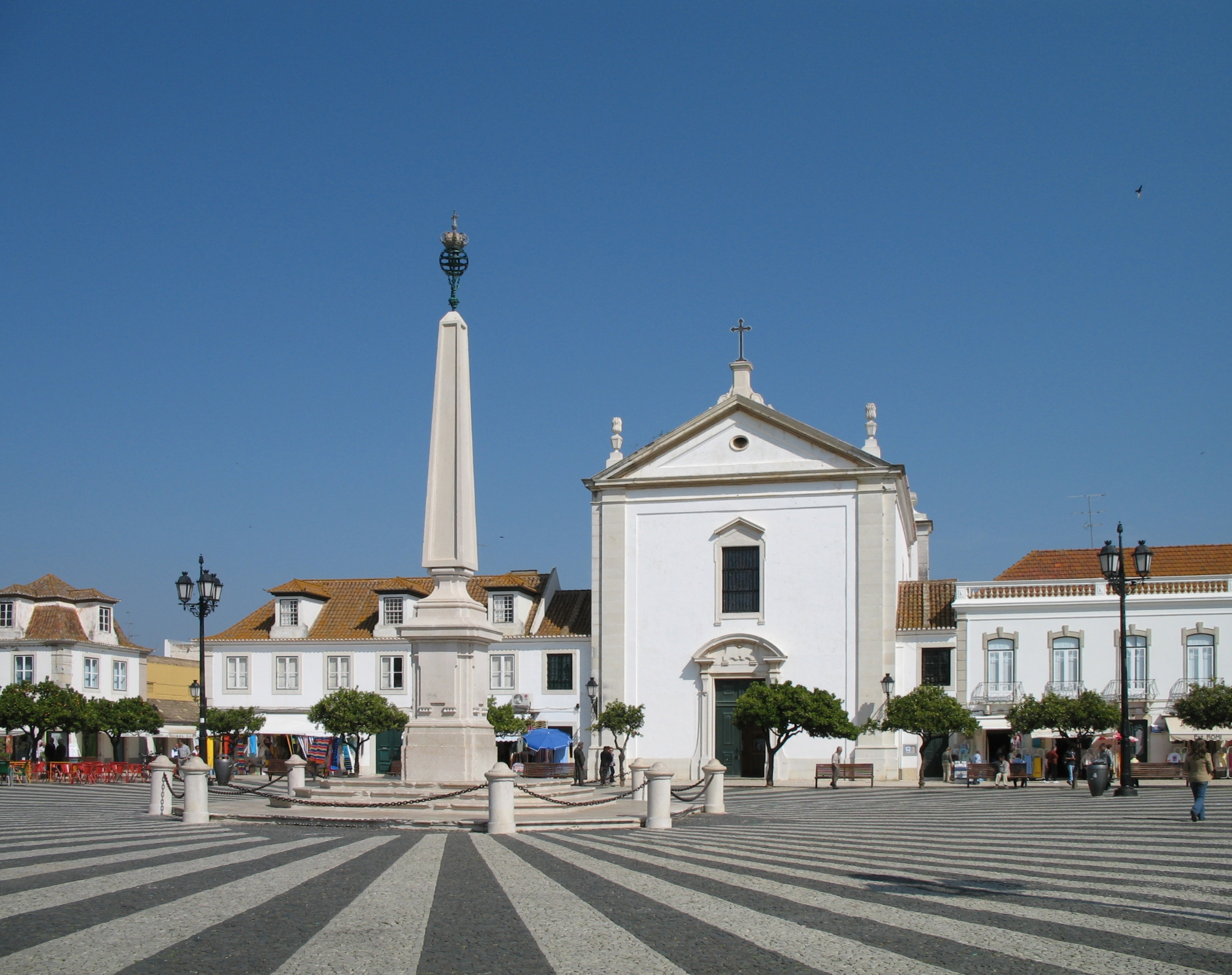
河口にあるヴィラ・レアル・デ・サント・アントニオ

- ヴィラ・レアル・デ・サント・アントニオ

## 支流

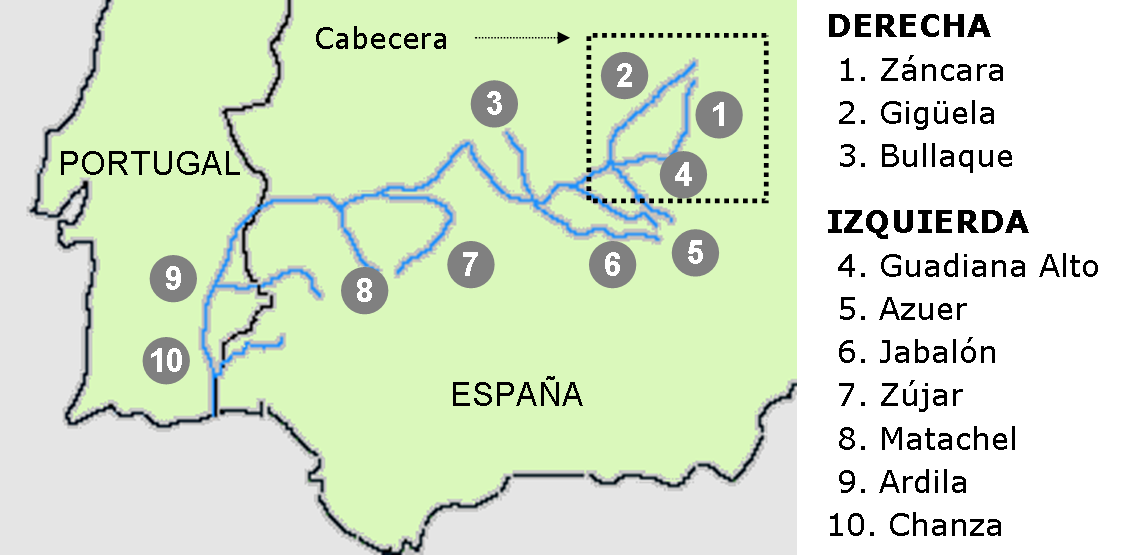
グアディアナ川の主な支流

左岸
- グアディアナ・ビエホ川（スペイン語版）
- アスエール川（スペイン語版）
- ハバロン川（スペイン語版）
- スハル川
- マタチェル川（スペイン語版）
- アルディーラ川（スペイン語版）
- チャンサ川（英語版）

右岸
- シグエラ川（英語版）
  - サンカラ川（英語版）
- ブリャケ川（スペイン語版）
- エステーナ川（スペイン語版）
- デジェベ川（ポルトガル語版）
- ヴァスカン川（ポルトガル語版）

## 文献
- Díaz-Pintado Carretón, José (1997). D.L. Soubriet. ed. El polémico Guadiana: historia y leyenda del río Guadiana Alto [The Guadiana Controversy: History and Legend of the Upper Guadiana River]. Ciudad Real, Spain: Argamasilla de Alba. ISBN 84-922069-9-3
- Alonso, A. Cabo (1990年). “Guadiana”.  Madrid, Spain:  Railp. 2010年7月2日閲覧。
- Chícharo, Luis; Chícharo, Alexandra; Ben-Hamadou, Radhouane; Morais, Pedro (2007). “The Guadiana Estuary”. In Caroline King. Water and Ecosystems: Managing Water in Diverse Ecosystems to Ensure Human Well-being. Hamilton, Ontario: The United Nations University. pp. 108–117
- Aldaya, Maite M.; Llamas, M. Ramón (2008). “Water Footprint Analysis for the Guadiana River Basin”. Papeles de água Virtual. 3. Madrid, Spain: Fundación Marcelino Botín, Realigraf, S.A.. ISBN 978-84-96655-23-2
- García, Cristóbal García (2003). “Results overview for the Guadiana River Basin (Spain)”. WWF Water and Wetland Index – Critical issues in water policy across Europe. Madrid, Spain: WWF (World Wildlife Fund) Spain
- Aldaya, M.M.; Llamas, M.R. (2009). “Water footprint analysis (hydrologic and economic) of the Guadiana river”. Report to the U.N. World Water Development Report No. 3 to be presented during the 5th World Water Forum. Istanbul, Turkey. pp. 1–77